# Freedom’s Journal
Freedom's Journal az Amerikai Egyesült Államokban kiadott újság afroamerikaiak számára 1827-29 között.

## Története
A Freedom’s Journal folyóiratot 1827-ben, a rabszolgafelszabadítás évében (március 16-án) alapította Samuel Cornish és John B. Russwurm. Ez az újság volt az első afroamerikai tulajdonban és kiadásban működő lap az Amerikai Egyesült Államokban. Hetente jelent meg New Yorkban 1827 és 1829 között.
A folyóirat főszerkesztője az alapítástól a lap 1829. március 28-as megszűnéséig John B. Russworm volt. Samuel Cornish társ-szerkesztőként működött mellette 1827. március 16-szeptember 14 között. Russwurm a lap megszüntetése után kivándorolt Libériába, és Maryland kormányzója lett. Samuel Cornish megpróbálta újraéleszteni a lapot 1829 májusában, de minden erőfeszítése ellenére az újság kevesebb, mint egy év alatt megbukott.
A folyóirat hatása rövid, kétéves működés ellenére igen jelentős, számos közleményt és politikai röpiratot jelentetett meg, ezzel meghatározó szerepet játszott abban, hogy az amerikai polgárháború kitöréséig 40 fölé emelkedett az afroamerikaiak tulajdonában lévő folyóiratok száma az Egyesült Államokban. Az abolícionalizmus hirdetőjeként aktív szerepet vállalt a halálbüntetés eltörlésében is, a faji megkülönböztetés ellen vívott emberjogi mozgalmak úttörője volt.

## Alapítói
John Brown Russwurm (1799 - 1851) Jamaicán született egy rabszolganő és egy fehér amerikai kereskedő törvényesen elismert fiaként. Szabad polgárként nevelkedett, felsőfokú tanulmányait Main államban végezte, és egyike volt az első diplomázott, egyetemet végzett afroamerikaiaknak.
1827-ben New Yorkba utazott és Cornish-sal közösen megalapította Freedom's Journalt, az első „fekete” újságot az Egyesült Államokban. 1829-bent Libériába emigrált, ahol kormányzóként tevékenykedett 1851-ben bekövetkezett haláláig.
Samuel Cornish (1795 - 1858) 1795-ben született Delaware-ben, és az Afrikai Presbiteriánus Egyháznál tanult. 1822-től a New York első afroamerikai presbiteriánus templomának lelkésze volt.
1829-ben a Right’s of All (Mindenki Joga), 1837-39 között a Colored American (Színes Amerikai) folyóirat szerkesztője volt. 1833-ban Cornish csatlakozott Arthur és Lewis Tappan-hez, William Lloyd-hoz, és létrehozták a Rabszolgaság Elleni Társaságot (Anti-Slavery Society).
1840-ben Cornish és a Tappan-ek szakított a Társasággal, amiért az támogatta a nők jogait, majd egy rivális társaságot alapított Amerikai és Külföldi Rabszolgaság-Ellenes Társaság néven (American and Foreign Anti-Slavery Society). Cornish 1858-ban halt meg Brooklynban.

## Működése
Az Egyesült Államokban a rabszolgaság eltörlése számos feszültséget okozott a társadalomban. Az intézkedéssel mintegy 300 000 afroamerikai nyerte el a szabadságát, ami a fehér, amerikai lakosságban riadalmat, félelmet, és xenofóbiát eredményezett. A mainstream sajtó uralkodó hangneme ezt a közhangulatot tükrözte, nem volt mentes a rasszista felhangoktól.
A Freedom’s Journal a politikai tiltakozás eszköze volt, tulajdonképpen egy proteszt-lap. A szerkesztők és publicistáik a rasszizmus, a rabszolgaság, lincselések, és más igazságtalanságok ellen szólaltak fel a hasábokon keresztül, küzdöttek a feketék politikai szavazati jogaiért.
Megalakult az American Sociaty of Colonisation, az Amerikai Gyarmatosítók Társasága, mely a felszabadított afroamerikai lakosságot kívánta tömegesen visszatelepíteni Afrikába.
A Freedom’ Journal kezdetben nem támogatta ezt a fajta törekvést. A folyóirat megszűnése éppen ezzel a ’pálfordulással’ magyarázható. Az újság olvasói ugyanis nem tudtak azonosulni Rosswurm megváltozott nézeteihez, elutasították a folyóirat gyarmatosítás-támogató írásait, így a lapot meg kellett szüntetni.

## Struktúrája
A Freedom’s Journal 4 oldal terjedelemmel rendelkezett, négyhasábos tördeléssel jelent meg.
Terjesztését tekintve kezdetben helyi, New York-i megjelenésű volt, majd 11 államban, Haitin, Kolumbiában, Kanadában és Európában is megjelent, így országos kiadásúvá és nemzetközivé vált (az amerikai gyarmatosítási hullám eredményeként).
Az újság 14-44 fő között alkalmazott publicistákat.
A folyóirat éves előfizetési díja 3 $ volt. Kiadási költségeit emellett reklámokból, hirdetésekből fedezte, melyek költsége darabonként 25 és 75 cent között mozgott.

## Rovatok
A Freedom's Journal mind szórakoztató, mind nevelő célzatú írásokat közölt. Elsődleges célja a felszabadult férfiak és nők helyzetének javítása volt, így elsősorban a szerkesztőség politikai pamfletjeit, és tiltakozásait közölte.
Az olvasók megismerhették a regionális, nemzeti és nemzetközi híreket, aktualitásokat.
Állandó rovatban jelentették meg a New York-i afroamerikaiak születési, halálozási, házassági közleményeit, valamint közöltek álláshirdetéseket, oktatással kapcsolatos, és lakáshirdetéseket.
A nevelő célzatnak megfelelően nagy hangsúlyt fektettek prominens afroamerikai személyiségek életrajzainak bemutatására, mint például Paul Cuffee bostoni kereskedő, aki hajóin kizárólag afroamerikaiakat alkalmazott, vagy Phyllis Wheatley költő.
A Freedom’ Journal hasábjain a legnagyobb visszhangja David Walker 1829-ben közölt politikai pamfletjének volt, mely lázadásra szólította fel az afroamerikai olvasókat. Walker írását a déli államokban betiltották (észak-dél konfliktus)

## Külső hivatkozások
- spartacus.schoolnet.co.uk
- bangornews.com[halott link]
- africawithin.com